# Henry Appleton
Henry Appleton fue un anarquista individualista estadounidense del siglo XIX. Fue asistente editorial de Benjamin Tucker, y un contribuyente significativo de Liberty. Appleton era graduado de la Brown University.
Al igual que otros anarquistas originarios de Norteamérica, Appleton era un anarquista de mercado que repudiaba la asociación entre anarquismo y comunismo proveniente de Europa continental, el anarcocomunismo, ideología a la que consideraba imposible y antianarquista en esencia. En la opinión iusnaturalista de Appleton "el comunismo, siendo opuesto a la ley natural, debe necesariamente apelar a métodos no naturales, si se pone en práctica" y emplear "el saqueo, la fuerza bruta y la violencia."
Para Appleton, la existencia de este falso anarquismo, el colectivista, era desafortunada para la integridad del verdadero anarquismo, el individualista.